# اندرانگتا
اندرانگتا ( ‎/əndræŋˈɡɛtə/‎ ،   ،  )  یک سندیکای جنایی مافیایی است که از منطقه کالابریا ایتالیا سرچشمه گرفته است.  این سازمان که در قرن نوزدهم ظهور کرد، به یکی از قدرتمندترین و فراگیرترین نهادهای جرایم سازمان یافته جهان تبدیل شده است.
اندرانگتا ساختاری غیرمتمرکز و افقی دارد و از واحدهای مستقل عملیاتی به نام «ندرینه» تشکیل شده که بر پایه روابط خویشاوندی استوار است. از میانه قرن بیستم و همزمان با مهاجرت گسترده از کالابریا، خاندان‌های اندرانگتا فعالیت‌های خود را در اروپا، استرالیا و آمریکا گسترش دادند. این سازمان در قاچاق مواد مخدر و سلاح، پولشویی، اخاذی، ربا و نفوذ در اقتصاد قانونی ایتالیا و بین‌الملل دست دارد. برآوردها نشان می‌دهد درآمد سالانه آن به ۵۳ میلیارد یورو می‌رسد و حدود ۳٪ از تولید ناخالص داخلی ایتالیا را شامل می‌شود. اگرچه همزمان با مافیای سیسیلی شکل گرفت، اما شناسایی رسمی آن به عنوان سازمان مافیایی طبق ماده ۴۱۶ مکرر قانون کیفری ایتالیا تا سال ۲۰۱۰ طول کشید. دیوان عالی ایتالیا نیز در مارس همان سال این موضوع را تأیید کرد.

## ریشه‌شناسی واژه
در فرهنگ عامه کالابریا، گاهی به ارتباط میان 'اندرانگتا' و سازمان اسپانیایی 'گاردونیا' اشاره می‌شود، اما هیچ مدرک مستندی این ارتباط را تأیید نمی‌کند.  
منشأ یونانی:  
واژه کالابریایی 'اندرانگتا' از کلمه یونانی ἀνδραγαθία (آندرگاتیا) به معنای "شرافت مردانه" یا "شهامت" گرفته شده است. این واژه ترکیبی است از:  
- ἀνήρ (آنر) به معنای "مرد"  
- ἀγαθός (آگاتوس) به معنای "نیک، شجاع"  
در بسیاری از مناطق کالابریا، فعل 'اندرانگیتیاری (برگرفته از فعل یونانی andragathízesthai) به معنای "برخوردی متهورانه و چالش‌جویانه" است.  
انتقادات تاریخی:  
برخی مورخان مانند جان دیکی معتقدند این ریشه‌شناسی ایده‌آل‌گرایانه است. به گفته او:  
- "معانی مثبت واژه (شجاعت، فضیلت مردانه) نشان می‌دهد 'اندرانگتا' ابتدا پدیده‌ای اجتماعی با ارزش‌های مثبت بوده که بعدها به جرائم سازمان‌یافته تبدیل شده است."  
سیر تاریخی نامگذاری:  
شواهد نشان می‌دهد مافیای کالابریا خود در دهه ۱۹۲۰ این نام را از گزارش‌های کارابینیری (پلیس ایتالیا) اقتباس کرد. نویسنده کالابریایی کورادو آلوارو در سپتامبر ۱۹۵۵ با مقاله‌ای در روزنامه کوریره دلا سرا این واژه را به عموم معرفی کرد. 

## ساختار
ساختار سازمانی
اندرانگتا، مشابه کوزا نوسترا در سیسیل، به صورت یک کنفدراسیون غیرمتمرکز از حدود صد گروه سازمان یافته که به آنها کوشه یا خانواده گفته می‌شود. هر گروه بر قلمروی خاصی، معمولاً یک شهر یا روستا، اعمال کنترل می‌کند، اگرچه این کنترل بر انحصار خشونت در این مناطق همیشه مطلق یا کاملاً مشروع نیست. برآوردها نشان می‌دهد حدود ۱۰۰ خانواده از این نوع وجود دارد که بین ۴۰۰۰ تا ۵۰۰۰ عضو در رجیو کالابریا را شامل می‌شوند. برآوردهای دیگر حاکی از ۶۰۰۰ تا ۷۰۰۰ عضو است که تعداد اعضای جهانی بالقوه آن به حدود ۱۰۰۰۰ نفر می‌رسد.
بیشتر این گروه‌ها، حدود ۸۶ مورد، در استان رجیو کالابریا فعال هستند. همچنین اعتقاد بر این است که بخشی از ۷۰ گروه جنایی گزارش شده در استان‌های کاتانزارو و کوزنتس در کالابریا نیز ارتباطات رسمی با اندرانگتا دارند. این گروه‌های خانوادگی عمدتاً در شهرها و روستاهای فقیرنشین کالابریا از جمله پلاتی، لوکری، سان لوکا، آفریکو و آلتومونته، و همچنین در رجیو کالابریا، شهر اصلی و مرکز استان، متمرکز هستند. سان لوکا به طور گسترده‌ای به عنوان دژ مهم اندرانگتا شناخته می‌شود.
واحد سازمانی محلی اصلی در اندرانگتا لوکاله (محلی یا مکان) است که صلاحیت یک شهر یا منطقه خاص در یک مرکز شهری بزرگتر را اعمال می‌کند. یک لوکاله ممکن است شامل شاخه‌هایی به نام ندرینه (جمع: ندرینه‌ها) باشد که می‌توانند در مناطق مختلف همان شهر، در شهرها یا روستاهای همسایه، یا حتی خارج از کالابریا قرار گیرند. قابل توجه است که ندرینه‌ها در شهرها و شهرک‌های شمال ایتالیا، به ویژه در مناطق صنعتی اطراف تورین و میلان تأسیس شده‌اند.
درون اندرانگتا، عضویت در یک خانواده جنایی و روابط خونی به شدت در هم تنیده شده‌اند. ندرینه‌ها عمدتاً از افراد هم‌تبار تشکیل شده‌اند. سالواتوره بوئمی، دادستان ضد مافیا در رجیو کالابریا، به کمیسیون ضد مافیای ایتالیا اطلاع داد که عضویت اغلب "به دلیل ساده متولد شدن در یک خانواده مافیایی" کسب می‌شود. در حالی که عوامل دیگر ممکن است افراد را به سمت جستجوی عضویت سوق دهند، و غیرخویشاوندان نیز پذیرفته شده‌اند، روابط خانوادگی کماکان محوری باقی می‌ماند.
سلسله مراتب درون یک ندرینه شامل درجات مختلفی است. در پایه، پیچیوتی دُآنوره (سربازان) قرار دارند که انتظار می‌رود وظایف را با اطاعت بی‌چون و چرا انجام دهند، تا زمانی که به سطح کاموریستا ارتقا یابند. به کاموریستی‌ها فرماندهی بر گروه خود از سربازان اعطا می‌شود. بالاتر از سطح ندرینه، اما هنوز در ساختار اندرانگتا، رتبه سانتیستا قرار دارد که پس از آن وانجلیستا می‌آید. وانجلیستاهای مشتاق ملزم به سوگند وفاداری به زندگی جنایتکارانه بر روی کتاب مقدس هستند. کوئینتینو، که به آن پدرینو نیز گفته می‌شود، دومین سطح فرماندهی در یک قبیله اندرانگتا (ندرینا) را نشان می‌دهد.
از دهه ۱۹۵۰، روسای لوکاله‌های اندرانگتا به طور منظم در نزدیکی حرم بانوی ما در پولسی در سان لوکا در طول جشن سپتامبر گرد هم می‌آیند. این گردهمایی‌های سالانه، که به عنوان کریمینه شناخته می‌شوند، به طور سنتی محفلی برای بحث در مورد استراتژی‌های آینده و حل اختلافات بین لوکاله‌ها فراهم کرده‌اند. این مجمع اختیار نظارتی محدودی بر فعالیت‌های تمام گروه‌های اندرانگتا اعمال می‌کند. تأکید بر ماهیت موقت موقعیت رئیس کریمینه است، که در هر جلسه نماینده جدیدی انتخاب می‌شود.
از زمان پایان جنگ دوم اندرانگتا در سال ۱۹۹۱، اندرانگتا توسط یک نهاد جمعی یا کمیسیون به نام لا پرووینچیا اداره می‌شود. عملکرد اصلی آن میانجیگری و حل اختلافات بین خانواده‌هاست. این نهاد، که به عنوان کمیسیون نیز در اشاره به همتای سیسیلی آن نامیده می‌شود، شامل سه نهاد فرعی به نام ماندامنتو است.

## ویژگی‌های اندرانگتا
در سال ۲۰۰۷، نهادهای ضد مافیای ایتالیا درآمد سالانه اندرانگتا را حدود ۳۵ تا ۴۰ میلیارد یورو (معادل ۳۵-۴۰ میلیارد دلار آمریکا) تخمین زدند که تقریباً معادل ۳٫۵٪ از تولید ناخالص داخلی ایتالیا است. این درآمد عمدتاً از قاچاق مواد مخدر تأمین می‌شود، اما شامل کسب‌وکارهای ظاهراً قانونی مانند ساخت‌وساز، رستوران‌ها و سوپرمارکت‌ها نیز می‌شود.
ویژگی‌های کلیدی:
۱. کنترل اقتصادی و سیاسی: اندرانگتا کنترل قابل‌توجهی بر اقتصاد و حکومت کالابریا اعمال می‌کند. بر اساس اسناد منتشر شده سفارت آمریکا، این سازمان بخش‌های عمده‌ای از قلمرو و اقتصاد منطقه را کنترل می‌کند.
۲. روش‌های عضوگیری: برخلاف سایر سازمان‌های مافیایی مانند کوزا نوسترا، اندرانگتا عمدتاً اعضای خود را بر اساس روابط خونی جذب می‌کند. این امر انسجام قوی‌ای در بین خاندان‌های مافیایی ایجاد کرده و تحقیقات پلیس را با چالش‌های زیادی مواجه می‌سازد.
۳. فرآیند اجتماعی‌سازی: پسران اعضای اندرانگتا معمولاً انتظار می‌رود که راه پدران خود را ادامه دهند. آن‌ها از سنین پایین تحت فرآیند اجتماعی‌سازی قرار می‌گیرند تا ابتدا به عنوان "جوانان افتخار" (giovani d'onore) و سپس به عنوان "مردان افتخار" (uomini d'onore) به صفوف سازمان بپیوندند.
۴. همکاری با دولت: در مقایسه با مافیای سیسیلی در اوایل دهه ۱۹۹۰، تعداد کمی از مافیوزی‌های کالابریایی با دولت همکاری کرده‌اند. تا پایان سال ۲۰۰۲، تنها ۱۵۷ شاهد کالابریایی در برنامه حفاظت از شاهدان دولت حضور داشتند.
۵. رویکرد محتاطانه: اندرانگتا عموماً از رویارویی مستقیم و آشکار با دولت ایتالیا اجتناب کرده است.
چالش‌های قضایی:
- قضات و دادستان‌های ایتالیایی که نمرات بالایی در آزمون‌ها کسب می‌کنند، معمولاً ترجیح می‌دهند در خارج از کالابریا خدمت کنند.
- آن‌هایی که به کالابریا منصوب می‌شوند اغلب بلافاصله درخواست انتقال می‌دهند.
- حضور محدود دولت و موارد فساد رسمی، فضایی از ترس و عدم تمایل به همکاری با پلیس را در بین مردم منطقه ایجاد کرده است.
توسعه بین‌المللی:
بر اساس کتاب "مادران خوب: داستان واقعی زنانی که با قدرتمندترین مافیای جهان مقابله کردند" نوشته الکس پری (۲۰۱۸)، در دهه گذشته، اندرانگتا جایگزین کوزا نوسترا به عنوان سازمان مسلط قاچاق مواد مخدر در آمریکای شمالی شده است.

## فعالیت‌ها
بر اساس گزارش‌های DIA (پلیس ضد مافیا ایتالیا) و گاردیا دی فینانزا (پلیس مالی و گمرک ایتالیا)، اندرانگتا به عنوان "یکی از قدرتمندترین سازمان‌های جنایی جهان" شناخته می‌شود. فعالیت‌های اقتصادی این سازمان شامل قاچاق بین‌المللی کوکائین و سلاح است. تحقیقات ایتالیایی نشان می‌دهد که حدود ۸۰٪ از کوکائین اروپا از طریق بندر جیویا تائورو در کالابریا عبور می‌کند که تحت کنترل اندرانگتا است.  
با این حال، گزارش مرکز نظارت بر مواد مخدر اروپا (EMCDDA) و یوروپل نشان می‌دهد که شبه‌جزیره ایبری (اسپانیا و پرتغال) به عنوان درگاه اصلی ورود کوکائین به اروپا شناخته می‌شود. برآوردهای دفتر مقابله با مواد مخدر و جرم سازمان ملل (UNODC) در سال ۲۰۰۷ نشان داد که میزان کشفیات کوکائین در اسپانیا (حدود ۳۸ تن) تقریباً ۱۰ برابر بیشتر از ایتالیا (حدود ۴ تن) بوده است.  
همکاری با مافیای سیسیل و فعالیت‌های دیگر  
- اندرانگتا و کوزا نوسترا (مافیای سیسیل) در قاچاق کوکائین با یکدیگر همکاری می‌کنند.  
- از دیگر فعالیت‌های این سازمان می‌توان به اختلاس از پروژه‌های بزرگ دولتی، پولشویی، رباخواری و اخاذی اشاره کرد.  
- اندرانگتا سودهای غیرقانونی خود را در املاک و سرمایه‌گذاری‌های مالی قانونی سرمایه‌گذاری می‌کند.  
دستگیری‌ها و نفوذ در صنایع قانونی  
- در فوریه ۲۰۱۷، پلیس ایتالیا ۳۳ نفر از اعضای خانواده پی‌رومالی (یکی از خاندان‌های اندرانگتا) را به اتهام صادرات روغن زیتون تقلبی به آمریکا دستگیر کرد. این گروه روغن پومیس ارزان‌قیمت را به عنوان روغن زیتون فوق بکر گران‌قیمت به فروش می‌رساندند.  
- در سال ۲۰۱۶، برنامه ۶۰ دقیقه آمریکا هشدار داد که "آگرومافیا" (مافیای کشاورزی) سالانه ۱۶ میلیارد دلار درآمد دارد و در صنعت روغن زیتون نفوذ کرده است.  
برآورد درآمد سالانه  
بر اساس گزارش یوریسپس (موسسه مطالعات سیاسی، اقتصادی و اجتماعی ایتالیا)، حجم تجارت اندرانگتا در سال ۲۰۰۷ حدود ۴۴ میلیارد یورو بوده که ۲٫۹٪ از تولید ناخالص داخلی ایتالیا را تشکیل می‌دهد. قاچاق مواد مخدر با سهم ۶۲٪، سودآورترین فعالیت این سازمان بوده است.  
این گزارش‌ها نشان می‌دهد که اندرانگتا نه تنها در جرائم سازمان‌یافته، بلکه در اقتصاد رسمی نیز نفوذ عمیقی دارد و یکی از بزرگترین تهدیدهای امنیتی و اقتصادی در اروپا و جهان محسوب می‌شود.
| فعالیت غیرقانونی         | درآمد              |
| ------------------------ | ------------------ |
| قاچاق مواد مخدر          | ۲۷٫۲۴۰ بیلیون یورو |
| قراردادهای تجاری و عمومی | ۵٫۷۳۳ بیلیون یورو  |
| اخاذی و رباخواری         | ۵٫۰۱۷ بیلیون یورو  |
| قاچاق اسلحه              | ۲٫۹۳۸ بیلیون یورو  |
| فحشا و قاچاق انسان       | ۲٫۸۶۷ بیلیون یورو  |
| مجموع                    | ۴۳٫۷۹۵ بیلیون یورو |

## تاریخچه
در سال ۱۸۶۱، فرماندار شهر رجیو کالابریا به وجود گروه‌هایی اشاره کرد که با عنوان «کاموریستی» شناخته می‌شدند. این اصطلاح در آن زمان به‌عنوان توصیفی کلی برای جرائم سازمان‌یافته در منطقه استفاده می‌شد، چرا که اندرانگتا هنوز به‌صورت رسمی شناسایی نشده بود و کامورا در ناپل به‌عنوان یک سازمان جنایی شناخته‌شده و جاافتاده‌تر مطرح بود.  
گزارش‌های پلیس و احکام دادگاه‌های محلی از دهه ۱۸۸۰ به بعد، شواهد محکمی از وجود گروه‌هایی شبیه به اندرانگتا ارائه می‌دهند. در این دوره، این گروه‌ها اغلب با نام‌های مختلفی از جمله «پیچوتریا»، «اونوراتا سوسیه‌تا» (جامعه افتخاری)، «اندرینا»، «فامیلیا مونتالبانو»، «فیبیا»، یا به سادگی «کامورا» و «مافیا» شناخته می‌شدند.  
این جوامع مخفی که در مناطق غنی از زیتون و تاکستان‌های کالابریا فعالیت می‌کردند، با شکل‌های آشفته‌تر راهزنی محلی تفاوت داشتند. بر اساس حکم دادگاهی در سال ۱۸۹۰ در رجیو کالابریا، آن‌ها به‌صورت سلسله‌مراتبی سازمان‌یافته بودند و از قانون سکوت (اومرتا) پیروی می‌کردند. یک حکم دادگاه در سال ۱۸۹۷ از شهر پالمی نیز به قانون مکتوبی اشاره دارد که در سمینارا کشف شده بود. این قانون بر افتخار، رازداری، خشونت، همبستگی (که اغلب بر اساس روابط خویشاوندی بود) و تعاون متقابل تأکید داشت. 
تاریخ معاصر  
تا دهه ۱۹۶۰، اندرانگتا عمدتاً فعالیت‌های خود را در ایتالیا به منطقه کالابریا محدود کرده بود و عمدتاً بر اخاذی و باج‌گیری متمرکز بود. مشارکت آن‌ها در قاچاق سیگار، دامنه نفوذشان را گسترش داد و ارتباطاتی با مافیای سیسیل و کامورای ناپولی ایجاد کرد. با آغاز پروژه‌های بزرگ عمرانی در کالابریا، اختلاس از قراردادهای دولتی به منبع درآمد مهمی تبدیل شد. اختلافات بر سر تقسیم سودهای غیرقانونی به اولین جنگ اندرانگتا (۱۹۷۷-۱۹۷۴) منجر شد که حدود ۲۳۳ کشته برجای گذاشت. گروه‌های درگیر در این درگیری شروع به ربودن افراد ثروتمند در شمال ایتالیا برای دریافت باج کردند. یکی از موارد مشهور، ربودن جان پل گتی سوم در سال ۱۹۷۳ بود که طی آن گوش بریده او در نوامبر به یک روزنامه فرستاده شد. او سرانجام در دسامبر پس از پرداخت باج ۲٫۲ میلیون دلاری توسط پدربزرگش، جی. پل گتی، آزاد شد. تخمین زده می‌شود که اندرانگتا مسئول بیش از ۲۰۰ مورد آدم‌ربایی بین دهه ۱۹۷۰ تا اواسط ۱۹۹۰ بوده است.  
دومین جنگ اندرانگتا بین سال‌های ۱۹۹۱-۱۹۸۵ رخ داد. این درگیری شش‌ساله بین باندهای کوندلو-ایمرتی-سرائینو-روسمینی و دِ استفانو-تگانو-لیبری-لاتلا بیش از ۶۰۰ کشته برجای گذاشت. گفته می‌شود مافیای سیسیل در میانجیگری پایان این جنگ نقش داشت و احتمالاً پیشنهاد تشکیل یک نهاد فراسازمانی به نام لا پرووینچیا را داد تا از اختلافات داخلی آینده جلوگیری کند.  
در ۱۶ اکتبر ۲۰۰۵، فرانچسکو فورتونیو، معاون رئیس پارلمان منطقه‌ای کالابریا، در شهر لوکری توسط اندرانگتا ترور شد. این حادثه باعث شد تظاهرات عمومی علیه این سازمان برگزار شود و معترضان جوان پلاکارد‌هایی با عنوان «Ammazzateci tutti!» (به معنی «همه‌مان را بکشید!») حمل کنند. در پاسخ، دولت ملی ایتالیا یک عملیات گسترده پلیسی در کالابریا آغاز کرد که منجر به دستگیری بسیاری از اعضای اندرانگتا، از جمله عاملان قتل فورتونیو شد.  
در ژوئن ۲۰۱۴، پاپ فرانسیس به‌صورت عمومی اندرانگتا را به دلیل «پرستش شر و تحقیر منافع عمومی» محکوم کرد. او اعلام کرد که کلیسا به‌صورت فعال با جرائم سازمان‌یافته مبارزه خواهد کرد و تأکید کرد که مافیوزها تکفیر شده‌اند. یک سخنگوی واتیکان توضیح داد که این اظهارات پاپ به‌معنای تکفیر رسمی بر اساس قوانین کلیسا نیست، زیرا چنین اقدامی نیاز به فرآیند حقوقی رسمی دارد.  در ۱۲ ژوئیه ۲۰۲۵، جوزپه پالرمو، معروف به «پِپه»، یکی از رهبران ادعایی مافیای اندرانگتا در آمریکای لاتین، در کلمبیا دستگیر شد.  

## عملیات اجرای قانون علیه اندرانگتا در ایتالیا
اندرانگتا فعالیت‌های خود را به شمال ایتالیا گسترش داده است، عمدتاً برای قاچاق مواد مخدر و سرمایه‌گذاری در کسب‌وکارهای قانونی که امکان پولشویی را فراهم می‌کنند. در مه ۲۰۰۷، بیست عضو این سازمان در میلان دستگیر شدند. در ۳۰ آگوست ۲۰۰۷، یورش گسترده پلیس با حضور صدها مأمور در سان لوکا - شهری که مرکز درگیری بین خاندان‌های رقیب اندرانگتا بود - منجر به دستگیری بیش از ۳۰ زن و مرد مرتبط با قتل شش ایتالیایی در آلمان شد.
در ۴ ژوئن ۲۰۱۲، عملیات چندملیتی پلیس به دستگیری‌های گسترده در اسپانیا، کرواسی، اسلوونی، ایتالیا، هلند، بلغارستان و فنلاند انجامید. این عملیات پس از تحقیقات دفتر دادستانی ضد مافیای میلان درباره حساب‌های بانکی سوئیسی و ناوگانی از کشتی‌های حامل کوکائین از ونزوئلا، آرژانتین و جمهوری دومینیکن صورت گرفت.
در ۹ اکتبر ۲۰۱۲، شورای شهر رجیو کالابریا به دلیل ارتباطات مافیایی منحل شد. این اولین انحلال دولت یک مرکز استان در ایتالیا بود. در ۱۰ اکتبر همان سال، دومنیکو زامبتی، مسئول مسکن عمومی میلان، به اتهام خریداری آراء از اندرانگتا دستگیر شد که نشان‌دهنده نفوذ عمیق این سازمان در ساختارهای سیاسی شمال ثروتمند ایتالیا بود.
در سال‌های بعد، عملیات‌های متعدد منجر به دستگیری صدها عضو اندرانگتا شد:
- دسامبر ۲۰۱۷: ۴۸ دستگیری شامل شهردار سابق توریانووا
- ژانویه ۲۰۱۸: ۱۶۹ دستگیری در ایتالیا و آلمان و ضبط ۵۰ میلیون یورو دارایی
- دسامبر ۲۰۱۹: بزرگترین عملیات پس از محاکمه مافیای سیسیل با ۳۰۰ دستگیری
- مه ۲۰۲۳: عملیات مشترک اروپایی با ۱۰۸ دستگیری در ایتالیا و ۳۰ دستگیری در آلمان
در نوامبر ۲۰۲۳، دادگاهی تاریخی با محکومیت بیش از ۲۰۰ عضو اندرانگتا به عنوان بزرگترین محاکمه مافیایی سه دهه اخیر به پایان رسید. این محکومیت‌ها ضربه‌ای جدی به شبکه‌های این سازمان در اروپا وارد کرد.

## فعالیت‌های اندرانگتا در خارج از ایتالیا
اندرانگتا از طریق مهاجرت اعضا، شاخه‌هایی در خارج از ایتالیا تأسیس کرده است. همپوشانی پیوندهای خونی و مافیایی به گسترش این سازمان فراتر از قلمرو سنتی آن کمک کرده است. همانطور که در گزارش‌ها آمده: "پیوندهای خانوادگی نه تنها به عنوان سپری برای حفاظت از اسرار و افزایش امنیت عمل کرده، بلکه به حفظ هویت در سرزمین مادری و بازتولید آن در مناطقی که خانواده به آنجا مهاجرت کرده کمک کرده است."
گزارش‌ها حاکی از فعالیت 'اندرینه‌ها' در شمال ایتالیا، آلمان، بلژیک، هلند، فرانسه، سایر نقاط اروپا، قاره آمریکا، استرالیا، غرب آفریقا و آسیا است. یکی از گروه‌های 'اندرانگتیستی' که خارج از ایتالیا کشف شد، چند دهه پیش در اونتاریوی کانادا بود. قضات کانادایی این گروه را "گروه سیدرنو" نامیدند، زیرا بیشتر اعضای آن از سیدرنو و اطراف آن بودند.
آلبانی:
بر اساس گزارشی محرمانه، اندرانگتا "در انتقال اسلحه و مواد مخدر از مرزهای متخلخل اروپا با خانواده‌های مافیایی آلبانی همکاری نزدیک دارد."
آرژانتین:
در سال ۲۰۰۶ شبکه قاچاق کوکائین که در آرژانتین، اسپانیا و ایتالیا فعالیت می‌کرد منهدم شد. در اکتبر ۲۰۲۲، کارمینه آلفونسو مایورانو، رهبر مافیای اندرانگتا که مسئول قاچاق مواد مخدر و اسلحه بین آمریکای جنوبی و اروپا بود، پس از سال‌ها تعقیب در گوئرنیکای بوئنوس آیرس دستگیر شد.
استرالیا:
اندرانگتا که با نام "جامعه محترم" شناخته می‌شود، از اوایل قرن بیستم بر جرائم سازمان‌یافته ایتالیایی-استرالیایی در سراسر ساحل شرقی استرالیا تسلط داشته است. در سال ۲۰۰۸، اندرانگتا به واردات ۱۵ میلیون قرص اکستازی به ملبورن مرتبط بود که در آن زمان بزرگترین محموله اکستازی در جهان محسوب می‌شد.
بلژیک:
خانواده‌های اندرانگتا تقریباً "یک محله کامل" در بروکسل را با پول‌های حاصل از قاچاق مواد مخدر خریداری کردند. در سال ۲۰۰۴، ۴۷ نفر به اتهام قاچاق مواد مخدر و پولشویی دستگیر شدند.
برزیل:
اندرانگتا از دهه ۱۹۷۰ در برزیل فعالیت داشته است. در مه ۲۰۲۱، وینچنزو پاسکینو، گانگستر ایتالیایی در آپارتمانی در ژوآو پسوا دستگیر شد. چندین رهبر مهم اندرانگتا مانند دومنیکو پله، نیکولا آسیسی و روکو مورابیتو در برزیل دستگیر شده‌اند.
کانادا:
اندرانگتا در قاچاق محصولات تنباکوی بدون مجوز از طریق ارتباط با عناصر جنایی در قبایل سرخپوستی مرزی نقش دارد. گروه سیدرنو از دهه ۱۹۵۰ در کانادا فعال بوده است. در سال ۲۰۱۹، پلیس منطقه یورک ۱۵ نفر را در کانادا و ۱۲ نفر در کالابریا دستگیر کرد و اموالی به ارزش ۳۵ میلیون دلار را توقیف کرد.
کلمبیا:
خانواده‌های اندرانگتا با گروه‌های شبه‌نظامی AUC به رهبری سالواتوره مانکوسو، فرزند مهاجران ایتالیایی، ارتباط نزدیک داشتند. خانواده مانکوسو یکی از خانواده‌های قدرتمند اندرانگتا است.
آلمان:
بر اساس مطالعه سرویس اطلاعات خارجی آلمان، گروه‌های اندرانگتا از آلمان برای سرمایه‌گذاری پول‌های حاصل از قاچاق مواد مخدر و اسلحه استفاده می‌کنند. در سال ۲۰۰۷، شش مرد در مقابل یک رستوران ایتالیایی در دویسبورگ به ضرب گلوله کشته شدند.
هلند:
بندرهای روتردام و آمستردام برای واردات کوکائین استفاده می‌شوند. خانواده‌های جورجو، نیرتا و استرانجیو از سان لوکا پایگاهی در هلند و بروکسل دارند.
اسلوواکی:
در فوریه ۲۰۱۸، یان کوچیاک، روزنامه‌نگار تحقیقی اسلوواکی به همراه نامزدش در خانه‌اش به ضرب گلوله کشته شد. او در حال کار بر روی گزارشی درباره ارتباطات اسلوواکی با اندرانگتا بود.
سوئیس:
در مارس ۲۰۱۶، پلیس سوئیس در همکاری با دادستان‌های ایتالیایی ۱۵ نفر را به اتهام عضویت در سندیکای جنایت سازمان‌یافته دستگیر کرد.
بریتانیا:
در لندن، خانواده‌های آراکری و فازاری در پولشویی، تهیه غذا و قاچاق مواد مخدر فعال هستند.
ایالات متحده:
قدیمی‌ترین شواهد فعالیت اندرانگتا در ایالات متحده به طرح ارعاب این سندیکا در شهرهای معدنی پنسیلوانیا در سال ۱۹۰۶ بازمی‌گردد. در سال ۲۰۱۴، عملیات مشترک افبیآی و پلیس ایتالیا شبکه‌های جنایی در ایالات متحده و ایتالیا را هدف قرار داد.
اروگوئه:
در ژوئن ۲۰۱۹، روکو مورابیتو، رهبر اندرانگتا، از زندان مرکزی مونته‌ویدئو فرار کرد. او به اتهام قاچاق بین‌المللی مواد مخدر تحت تعقیب بود.

## در فرهنگ عامه
از سال ۲۰۰۰، تهیه‌کننده موسیقی فرانچسکو سبانو سه آلبوم از ترانه‌های فولکلور مافیای ایتالیا را در یک دوره پنج‌ساله منتشر کرد. این مجموعه‌ها که با عنوان «لا موزیکا دلا مافیا» شناخته می‌شوند، عمدتاً شامل ترانه‌هایی از موزیسین‌های اندرانگتا هستند که اغلب به زبان کالابریایی خوانده شده و مضامینی مانند انتقام (Sangu chiama sangu)، خیانت (I cunfirenti)، عدالت درون اندرانگتا (Nun c'è pirdunu) و رنج زندگی زندان (Canto di carcerato) را بررسی می‌کنند.  
در سال ۲۰۱۳، کتاب «ZeroZeroZero» اثر روبرتو ساویانو به بررسی فعالیت‌های اندرانگتا در ایتالیا پرداخت. استفانو سولیمای کارگردان ایتالیایی این کتاب را در سال ۲۰۲۰ به یک سریال تلویزیونی با همین نام تبدیل کرد.  
بازتاب در سریال‌های جنایی  
- «خون بد» (Bad Blood):  
  این سریال جنایی کانادایی، اندرانگتا را به‌عنوان بخش مهمی از داستان خود معرفی می‌کند. در فصل دوم، خانواده جنگی ریتزو (به رهبری دکلان گاردینر، با بازی کیم کوتس) وارد یک جنگ خونین مافیایی با دو خانواده قدرتمند اندرانگتا می‌شود:  
  - خانواده کوسوله‌تو (به رهبری برادران دومنیک و لورنزو "انزو" کوسوله‌تو، با بازی لویی فریرا و دانیل کاش).  
  - خانواده لانگانا (شاخه کانادایی تحت رهبری ترزا لانگانا و برادر دوقلویش کریستین لانگانا، با بازی آنا هاپکینز و جیوانی فالکونه).  
- «مادران خوب» (The Good Mothers):  
  در سال ۲۰۲۳، سریال ایتالیایی‌زبان «مادران خوب» بر اساس کتابی به همین نام از الکس پری نویسنده بریتانیایی ساخته شد. این سریال که در هفتاد و سومین جشنواره بین‌المللی فیلم برلین به نمایش درآمد، به داستان واقعی زنانی می‌پردازد که علیه سلطه اندرانگتا در کالابریا ایستادگی کردند.  